# Aeroportul Regional Magic Valley
Aeroportul Regional Magic Valley (IATA: TWF, ICAO: KTWF, FAA LID: TWF) este un aeroport din Idaho, Statele Unite ale Americii ce deservește zona Twin Falls⁠(d). Aeroportul a fost tranzitat în 2019 de 102.812 pasageri.
Situat la o altitudine de 1.266 m, aeroportul dispune de 2 piste.

## Infrastructură

### Piste
Aeroportul dispune de 2 piste. Pista 08/26 are suprafața de asfalt și dimensiunile 8.703 picioare × 150 picioare. Pista 12/30 are suprafața de asfalt și dimensiunile 3.224 picioare × 75 picioare. 